# Клеменс Вінклер
Кле́менс Ві́нклер (нім. Clemens Alexander Winkler; 26 грудня 1838, Фрайберг (Саксонія) — 8 жовтня 1904, Дрезден) — німецький хімік-металург, відкривач хімічного елементу германію.

## Біографія
Клеменс Вінклер народився 26 грудня 1838 року в сім'ї хіміка-металурга. Його батько певний час стажувався у шведський вчених Берцеліуса та Сефстрьома. У дитинстві Клеменс захоплювався природними процесами: він збирав гербарії, різні мінерали, а також облаштував вдома тераріум. Згодом почав працювати у батьковій лабораторії.
Отримувати середню освіту Клеменса направили у Фрейбурзьку гімназію, однак його не захоплювало вивчення іноземних мов, і він перевівся до реального училища у Дрездені. Ще будучи юнаком, Клеменс вирішив стати хіміком. Багаторічний досвід роботи у лабораторії допомагав опановувати науку, і Вінклер з легкістю витримав вступні іспити до Фрайберзької гірничої академії. Цей заклад він закінчив за два роки, однак йому не вдалося вступити до університету: через хворобу батька довелося полишити науку та працювати на заводі з виробництва синіх барвників.
Після смерті батька у 1861 році, Вінклер почав працювати на металургійному заводі у містечку Пфаненштіль, де продовжив заняття наукою. 1864 року він успішно захистив докторську дисертацію «Про сплави кремнію та металічний пористий миш'як».
У 1873 році Клеменса Вінклера було запрошено на посаду професора хімії та металургії до Фрайберзької гірничої академії. На його прохання, в технічних школах Саксонії було впроваджено новий навчальний курс з основ металургії. У 1896–1899 роках Вінклер обіймав посаду ректора гірничої академії і пішов з неї у 1902 році через погіршення стану здоров'я.
1904 року його обрали почесним президентом Міжнародного конгресу з неорганічної хімії, але 8 жовтня того ж року він помер від раку у своїй резиденції в Дрездені.

## Наукова робота

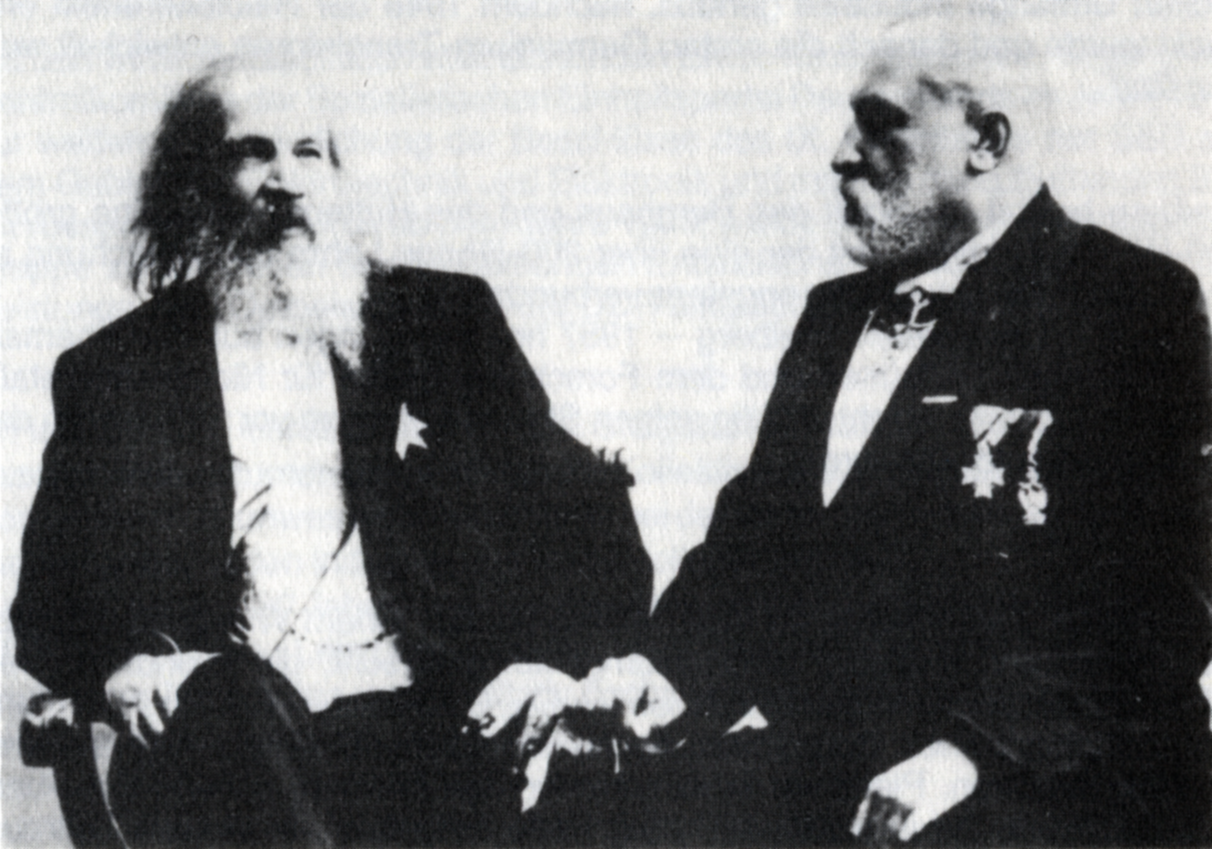
Менделєєв та Вінклер (1900 рік)

Усі наукові зацікавлення Вінклера відповідали тогочасній практичній необхідності. Він встановив атомні маси кобальту, нікелю, індію та створив сучасні методи хімічного аналізу газів. Завдяки дослідженням абсорбційних газів йому вдалося розробити схему синтезу сульфатної кислоти, яка використовується й донині.
1885 року Вінклер, аналізуючи мінерал аргіродит, відкрив германій: при проведенні хімічних аналізів, він помітив похибку в 7%. На основі цих спостережень, Клеменс припустив наявність у мінералі невідомого елементу. У 1886 році елемент був виділений у чистому вигляді.

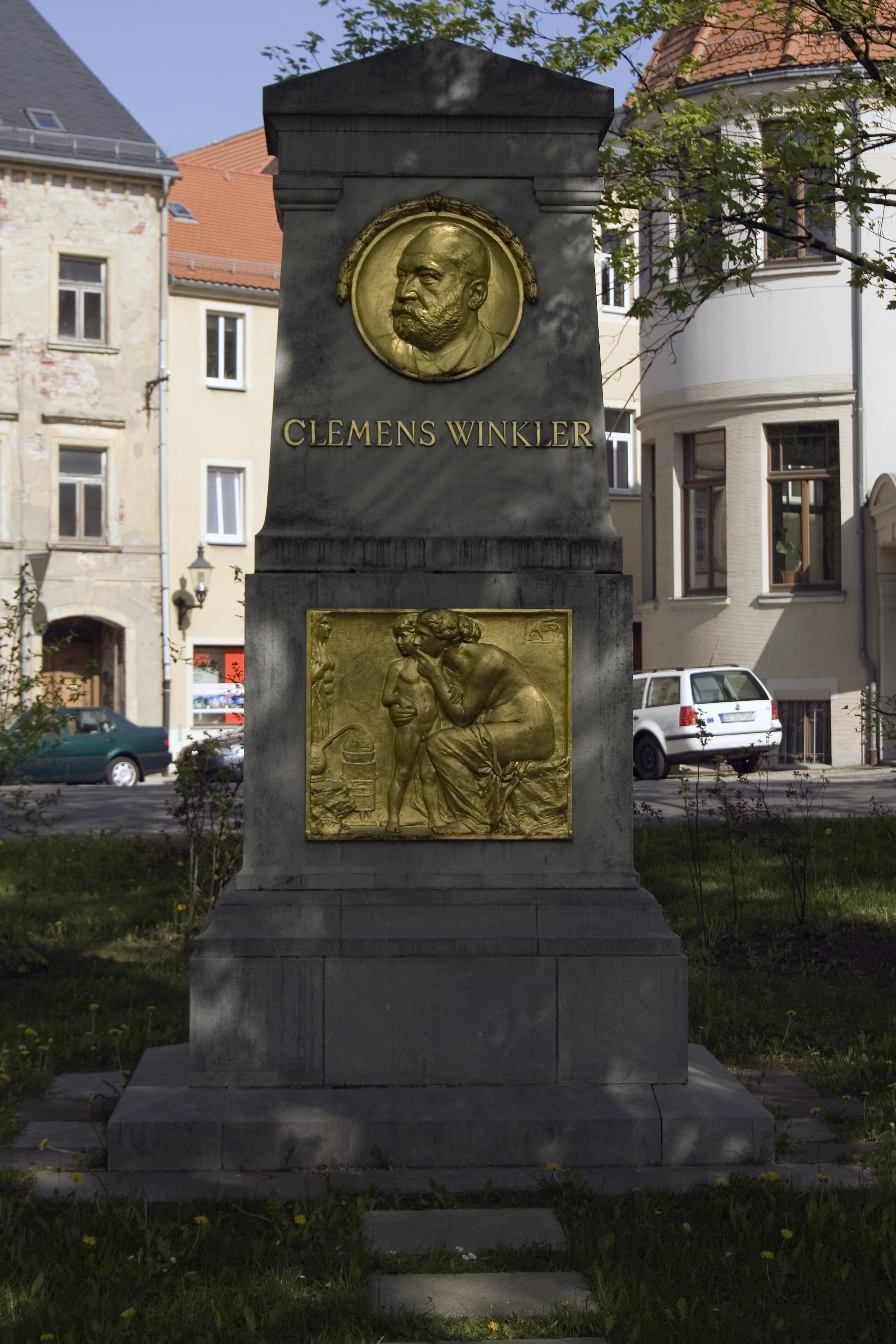
Монумент Вінклеру у Фрайберзі

Одразу після відкриття, Вінклер отримав листа від Дмитра Менделєєва — російський вчений стверджував, що виділений елемент є справдженням його прогнозу про існування «екакадмію», схожого за своїми властивостями на щойно відкритий германій. Німецький хімік Лотар Маєр класифікував його як «екасиліцій» і виявився правий. Подібність відкритого германію та передбаченого «екасиліцію» стала чітким доказом правильності періодичної таблиці та концепції періодичності в цілому..

## Вшанування пам'яті
- У рідному місті Фрайберзі встановлено монумент на честь Вінклера (на фото)
- Ім'ям Клеменса Вінклера названо медаль, що вручається Товариством німецьких хіміків за досягнення в області аналітичної хімії.[5]